# Epiclerus femoralis
Epiclerus femoralis is een vliesvleugelig insect uit de familie Tetracampidae. De wetenschappelijke naam is voor het eerst geldig gepubliceerd in 1872 door Walker.